# Ia Khai
Ia Khai là một xã cũ thuộc tỉnh Gia Lai, Việt Nam.
Xã có diện tích 165,19 km² (16503.96 ha) dân số năm 2018 là 4.672 người với 80% là người dân ty.
Theo Nghị quyết số 1664/NQ-UBTVQH15 năm 2025, giải thể đơn vị hành chính cấp huyện Ia Grai và hợp nhất toàn bộ diện tích tự nhiên và dân số của 2 xã Ia Tô và Ia Khai vào xã Ia Krăi.

## Vị trí địa lý[4]
- Phía Đông giáp xã Ia Ka, huyện Chư Păh và xã Ia Grăng, huyện Ia Grai (Gia Lai)
- Phía Tây giáp xã Ia Tơi, huyện Ia H’Drai, (Kon Tum)
- Phía Nam giáp xã Ia Krái và xã Ia O, huyện Ia Grai (Gia Lai)
- Phía Bắc giáp xã Ia Kreng, huyện Chư Păh (Gia Lai)

Xã Ia Khai nằm ở trung tâm huyện Ia Grai, cách trung tâm thành phố Pleiku khoảng 50 km về phía tây bắc, tiếp cận bằng đường tỉnh 664.

## Thắng cảnh
Tại xã có Thác Mơ Ia Khai là thác trên suối Ia Khai ở vùng đất làng Ếch, cách trung tâm hành chính xã về hướng tây theo đường liên xã cỡ 6 km.
Thác cách cửa suối Ia Khai đổ ra sông Sê San cỡ 1 km. Cửa suối và sông nay là lòng hồ của Thủy điện Sê San 4. 